# Oxira rubi
Oxira rubi là một loài bướm đêm trong họ Noctuidae.